# Eskadrille 723
Eskadrille 723 er navnet på en dansk helikopter-eskadrille. Eskadrillen blev (gen-) oprettet 1. januar 2011 som afløser for Søværnets Helikoptertjeneste (SHT). Eskadrillen opererer ni Seahawk helikoptere, der er specielt udrustet til landing på skibe. Eskadrillen fløj Westland Lynx frem til 15. december 2017 hvor de blev afløst af den amerikanskproducerede MH-60R Seahawk.
Efter udmøntningen af Forsvarsforlig 2009, blev SHT overført til Flyvevåbnet, ligesom Hærens Flyvetjeneste (HFT) blev i 2000. Skiftet skete pr. 1. januar 2011 og blev markeret med en ceremoni på Flyvestation Karup fredag den 7. januar 2011.
Eskadrille 723 blev dermed den tredje eskadrille i Helicopter Wing Karup. De to andre er Eskadrille 722, i daglig tale "redningseskadrillen", der består af 14 AgustaWestland AW101 Merlin-helikoptere, og Eskadrille 724, der består af otte AS550 Fennec-helikopterne fra HFT, som tidligere blev nedlagt. Samtidigt blev Flyveskolen, der udvælger piloter til flyvevåbnet, underlagt Helicopter Wing Karup.

## Westland Lynx
I 2010'erne undersøgte man mulighederne for at anskaffe en afløser til den aldrende Westland Lynx-helikopter. På dette tidspunkt var der 5 potentielle kandidater: 
- Sikorsky MH-60R Seahawk fra Sikorsky
- NH90 fra NHIndustries
- AW159 Lynx WILDCAT fra AgustaWestland
- H-92 fra Sikorsky
- AW101 fra AgustaWestland

Afløserfeltet blev snævret ind til tre leverandører som gav melding om pris og muligheder for logistiske løsninger på vedligehold i starten af december 2010.
USAs militærmyndigheder oplyste dengang, at Danmark er tæt på at investere i Seahawk, denne gang er det dog inklusive en reservedelsaftale.
Den 22. februar 2011 offentliggjorde FMT tre tilbageværende kandidater, de to var på den ovenstående liste, men én var ny. Listen så nu sådan ud: 
- MH-60R Seahawk fra Sikorsky
- AW159 Lynx WILDCAT fra AgustaWestland
- AS565 MB Panther fra Eurocopter[9]

Den 7. september 2011, blev det offentligtgjort, at beslutningsprocessen er udskudt to måneder. En foretrukken leverandør vil blive valgt i november og forhandlinger vil starte i december.
Den 17. december 2011 blev "Panther" udelukket af konkurrencen og der var nu kun to tilbageværende kandidater. Der blev derefter indledt forhandlinger med producenterne "Seahawk" og "Wildcat". 
Den 21. november 2012 meddelte FMT, at Forsvaret ville anskaffe 9 stk. Sikorsky MH-60R Seahawk til afløsning for de aldrende Lynx helikoptere. De første helikoptere blev leveret til Danmark i løbet af 2016. Anskaffelsen af de amerikanske helikoptere betød samtidig, at de fire inspektionsskibe af Thetis-klassen skulle ombygges for et større to-cifret millionbeløb for at de kan huse de langt større helikoptere. Dette blev foretaget samtidig med en større opdatering af skibene. 

## Eskadrille 723's forhistorie
Efter Danmarks indtræden i NATO (1949) og Flyvevåbnets oprettelse (1950) modtog Forsvaret adskillige våbenhjælpsfly fra MAP (Military Assistance Program). Disse skulle organiseres i eskadriller og d. 8. januar 1951 blev Eskadrille 723 oprettet med Gloster Meteor F.4 og T.7 fra 3. Luftflotille fra Karup. Eskadrille 723 var jagereskadrille i nøjagtig 50 år og blev i 1952 udstationeret på Flyvestation Aalborg og ændrede flytype til natjageren Meteor NF.11. I 1959 skiftede eskadrillen til altvejrsjageren F-86D Sabre. Eskadrillen modtog i 1965 overlydsjetjageren F-104G og TF-104G Starfighter. Den alsidige F-16A og F-16B afløste Starfighteren (F-104G/CF-104D) i marts 1984, da eskadrille 723 blev erklæret operativ på F-16. Eskadrille 723 – med kaldesignalet 'horntails' – var lead-in eskadrillen for F-16 Mid-Life Update (MLU) programmet i 1997-1998, og var Flyvestation Aalborgs primære jagereskadrille[kilde mangler] indtil den blev nedlagt d. 8. januar 2001. Eskadrille 723 havde igennem denne årrække været den suverænt mest flyvetime-produktive jagereskadrille i Flyvevåbnet med i alt 39113 timer og 30 minutter[kilde mangler]. Dette var langt mere end nogen anden jagereskadrille i Flyvevåbnet[kilde mangler]. Fly, piloter og teknikere blev overført til eskadrille 726, også placeret på Flyvestation Aalborg. Pr. d. 31. december 2005 blev alle Flyvevåbnets F-16-fly overført til Fighter Wing Skrydstrups eskadriller.